# Ermitage
Der Ermitage ist ein Walliser AOC-zertifizierter Weisswein, der aus der Rebsorte Marsanne blanche und/oder Roussanne stammt. Sie werden als traditionelle weisse Rebsorte des Wallis betrachtet. Der Begriff «Ermitage» zusammen mit der Bezeichnung «AOC Wallis» gilt als «Ermitage du Valais».
Der Marsanne und der Roussanne kamen im Laufe des 19. Jahrhunderts ins Schweizer Rhonetal. Die kräftigen Sorten der weissen Zwillinge entwickeln ihr Potential auf besten Walliser Lagen mit trockenen Böden und bei strenger Mengenbegrenzung. Gewisse Jahrgänge erlauben Spätlesen. Auch als Süsswein bietet der Ermitage einen reichen Körper. Egal ob trocken oder süss; der Ermitage benötigt einige Jahre der Reife, denn seine Harmonie wird mit den Jahren immer ausdrucksstärker. Er wird normalerweise im Eichenfass ausgebaut.